# Alfonso Guillén Zelaya
Género masculino

## Biografía
Alfonso Guillén Zelaya fue el único hijo varón, producto del matrimonio entre Miguel Guillén y Jesús Zelaya. En su ciudad natal, Juticalpa, ubicada en el Departamento de Olancho, al noreste de Honduras realizó sus estudios de primaria y de secundaria. Luego se trasladó a Tegucigalpa para estudiar Derecho en la Universidad Nacional Autónoma de Honduras, pero un trágico incidente en el que se vio envuelto, del que no precisa mayores detalles en los libros de texto que el redactó, le impidió culminar su carrera.
En 1913 llegó a Guatemala y desde allí le envió a su paisano Froylán Turcios sus composiciones, las que fueron publicadas cada mes en el Ateneo de Honduras. Escribió para el Diario Nuevo Tiempo de Guatemala, del que llegó a ser director tiempo más tarde. 
En 1919 comenzó a trabajar en el Consulado hondureño de Nueva York, con un salario inicial de 75 dólares, "insuficientes para vivir", según cartas que enviaba a sus familiares.
Al finalizar en 1918 la Primera Guerra Mundial, integró junto a Rafael Heliodoro Valle la delegación hondureña en la Conferencia de Versalles, Francia, que presidió el Doctor Policarpo Bonilla. En 1921 dejó los Estados Unidos y regresó a Guatemala donde trabajó como director del  Diario Nuevo Tiempo. Contempló y estudió los grandes fenómenos políticos que sacudieron a la Europa revolucionaria, lo cual afianzó su pensamiento antiimperialista. Regresó a su patria, horrorizado por la "matanza más grande de la historia", decidido a luchar por la pacificación de Honduras. Fue editorialista de los periódicos El Cronista y de El pueblo, fundado por él en Tegucigalpa en 1931. Hizo críticas constructivas a la administración pública y apeló por la organización de la vida económica del país. Opinaba que Honduras debía renovarse y que el pasado caduco y asesino debía ser combatido.
Para 1933 se encontraba exiliado en Ciudad de México, donde coincide con otros hondureños, intelectuales y periodistas, entre ellos Rafael Heliodoro Valle, Martín Paz y Rafael Paz Paredes. Durante la época que le toca vivir a Guillén Zelaya en México se lucha por la defensa de la soberanía, y al mismo tiempo, el nazismo amenaza a la humanidad. Zelaya escribe y participa en estas dos luchas, sin olvidar la de su patria; junto a Vicente Lombardo Toledano, movilizan y organizan a las masas y difunden las ideas revolucionarias. Fue catedrático de la Universidad Obrera de México y participó con Rafael Paz Paredes en la fundación del periódico El Popular, en el cual escribió hasta su fallecimiento. 
En Honduras se vivía la dictadura de Tiburcio Carias Andino, así que Guillén Zelaya ayudó a organizar a los exiliados para enfrentarse al régimen por medio de las armas. Zelaya escribió en El Popular varios artículos que constituyen un manual para guerrillas, y llamó a la lucha por una democracia que permita avanzar y organizar a los pueblos, sobre todo en Honduras:
La unidad democrática debe ser nuestro primer paso salvador, y digo el primero, porque la emancipación de un pueblo no se logra exclusivamente con soluciones políticas. Los peones de la miseria serán siempre los esclavos de la ignorancia y la servidumbre. Lo anterior significa que, paralelamente a nuestra unificación democrática hayamos de consagrarnos a construir las bases del desarrollo económico, si queremos dar eficacia y permanencia a la sucesión pacífica de gobiernos emanados de la libre determinación popular. Las leyes, por sí solas, no importa cuan avanzadas, jamás podrían cambiar la trágica realidad que vivimos.
Las divisiones sectarias de la oposición y de los exiliados hicieron fracasar los intentos por derrocar al dictador, quien se consolidó en el poder. Guillén Zelaya, en su prosa periodística y de análisis de la situación nacional de Honduras -a pesar de ser ya un marxista- no caía en el sectarismo ni en el marxismo romántico: Las normas teóricas son ineficaces cuando no corresponden, aún siendo en sí mismas, a la situación existente en el medio escogido para aplicarlas o cuando faltan las oportunidades y los elementos para darles validez, y no puede por eso prescribirse como panaceas. Ayudó a elaborar -con Castañeda Batres, Medardo Mejía y otros dirigentes populares- un equipo de intelectuales y trabajadores que, auxiliados por la CTAL y Lombardo Toledano, se esmeraron por dar pensamientos y consejos al naciente sindicalismo hondureño. Años después, en 1954, los trabajadores hondureños la importante huelga bananera, que se convertiría en un verdadero alzamiento popular contra los monopolios y las tiranías políticas.

En 1940, tiene su vivienda en la Colonia Juárez, en la Calle Campeche, de la Ciudad de México. En esos años, comanda una célula comunista que se reúne en la calle San Juan de Letrán. Las acciones de este grupo eran financiadas por la Cuyamel Fruit Company y tenía como objetivo armar una insurrección contra Tiburcio Carías Andino. El grupo logró agenciarse de armas y planificó extensamente el ataque, pero no se tiene constancia que este se haya realizado.

## Obras
De su obra sólo se conservan sesenta poemas, recopilados en el libro Quinto Silencio. También se guardan algunos ensayos, como ser Lo esencial y La inconformidad del hombre.